# Iglesia de San Salvador (Leganés)
La iglesia de San Salvador es un inmueble de la localidad española de Leganés, en la Comunidad de Madrid.

## Historia
Su construcción se remonta a la primera mitad del siglo XVI. La iglesia aparece mencionada en el décimo tomo del Diccionario geográfico-estadístico-histórico de España y sus posesiones de Ultramar de Pascual Madoz, en la entrada correspondiente a Leganés, de la siguiente manera: «y una igl. parr. (El Salvador) servida por un párroco, curato de térm. y patronato del Estado, un teniente que nombra el párroco, y 3 capellanes y un beneficiado que nombra el arz.». Contiene retablos que han sido atribuidos a José Benito de Churriguera.
Fue declarada bien de interés cultural, con la categoría de monumento, el 28 de agosto de 2024.